# Calamaria crassa
Calamaria crassa е вид змия от семейство Смокообразни (Colubridae).

## Разпространение и местообитание
Видът е разпространен в Индонезия (Суматра).
Обитава тропически райони, гористи местности и плата.